# Stawinoga-Leśniczówka
Stawinoga-Leśniczówka – osada leśna w Polsce położony w województwie mazowieckim, w powiecie pułtuskim, w gminie Zatory.
W latach 1975–1998 przysiółek należał administracyjnie do województwa ostrołęckiego.